# Pelle Almgren
Pelle Almgren, född på 1960-talet, är en svensk sångare och låtskrivare. Han är mest känd för sommarhiten och landsplågan "Omåomigen", som han spelade in med bandet Pelle Almgren & Wow Liksom år 1991. I dag arbetar han med artisten Martin Gordon.

## Biografi
Pelle Almgren började sin musikaliska bana som punkare i gruppen Warheads år 1979, då 17 år gammal. Warheads släppte en EP 1979 och medverkade på samlingsskivan Let it out 1980. Förutom Almgren var medlemmarna Jesper Sporre (trummor), Stellan Hemringe (gitarr) och Björne Fröberg (basgitarr).
Då Warheads sprack, gick Almgren vidare till att grunda Easy Action. Bandet spelade in två singlar på Stranded Rekords 1981, men framgången lät vänta på sig, och gruppen lades ner. 1983 bad Easy Action, ett glammigt hårdrocksband med bland andra tidigare Noice-medlemmen Peo Thyrén om lov att använda samma bandnamn, något Almgren inte hade något problem med, då gruppen inte längre var aktiv. Efter det koncentrerade han sig på att skriva egna låtar.
Genom Jesper Sporre (som nu kallade sig Gyp Casino) fick Almgren kontakt med det finska glamrockbandet Hanoi Rocks basist Sam Yaffa, strax efter att bandet hade spruckit år 1985. Med Yaffa grundade Almgren bandet Chain Gang, som gav ut en EP under namnet Pelle Almgren & Sam Yaffa. Musiken hade nu förändrats till en ganska poppig rock. De gjorde en turné i Finland som Sam Yaffa - Pelle Almgren & Babysharks. Samarbetet blev dock kortlivat.
Efter samarbetet med Yaffa, år 1989, bildades den grupp som Almgren skulle bli mest uppmärksammad för: Pelle Almgren & Wow liksom. I gruppen verkade också Kalix Herlöfsson (gitarr), Janne Solberg (bas), Dan Lagerstedt (gitarr), Gyp Casino (trummor), Anders Bentell (trummor) och, som turnémusiker, Christian André (keyboards). Också här var det fråga om ett powerpopliknande sound. Skivan Allting är bra blev en storsäljare[källa behövs] och låten "Omåomigen" blev en riktig landsplåga under sommaren 1991, och är fortfarande en populär slagdänga. Wow liksom höll ändå inte längre än till 1992. Året därpå gav Almgren ut soloplattan Superstjärna, producerad av Janne Andersson (JaPop). I något skede av 1990-talets början körade han också på Deep Torkels skandalband Suzie Beats Them Alls album. Några år senare bildade Almgren tillsammans med Peter Nilson (Pontus & Amerikanerna) duon The White House, som släppte ett av kritiker väl mottaget album[källa behövs] 1995.
Efter det blev det tyst i många år men mot slutet av 1990-talet började Almgren skriva musik igen. När Denniz Pop och Max Martin i slutet av 1990-talet blev världens mest eftersökta låtskrivare, kände också Almgren sig kallad, och bildade tillsammans med Pelle Andersson ett låtskrivarteam. Duon kallade sig Pelle & Pelle och skrev låtar med och för bland andra Tommy Nilsson, Bachelor Girl, Nikki Webster och Rouge. I en intervju för webbsidan Rock of Ages, sa Almgren att han fick somligt material inspelat, "men jag tar fortfarande t-banan medan Max förmodligen har en Lamborghini i alla tillgängliga färger." Det ledde till att Almgren skrev musik med Martin Gordon (Sparks, Jet, Radio Stars). När Gordons första soloskiva skulle spelas in blev Almgren huvudsaklig sångare på plattan, och har sedan dess medverkat som sångare på Gordons hittills fyra soloskivor. 
Sommaren 2007 gjorde Gordon och Almgren sitt första liveframträdande, i Boston, USA . Spelning nummer två ägde rum på  Metro Club i London mars 2008, då Gordons band Radio Stars också återförenades för en kväll.

## Almgrens band
- Warheads
- Easy Action
- Pelle Almgren & Sam Yaffa
- Pelle Almgren & Wow Liksom
- Suzie Beats Them All
- The White House
- Martin Gordon

## Diskografi
- Dagen är natt EP (Warheads, 1979)
- "Honcho Bongo" (singel, Easy Action, 1981)
- "Om jag var kung" (singel, Easy Action, 1982)
- Sam Yaffa & Pelle Almgren (EP, Sam Yaffa & Pelle Almgren, 1986)
- "Du som älskar" (solosingel, Almgren, 1989)
- "Omåomigen" (singel, Pelle Almgren & Wow Liksom, 1991)
- Allting är bra (album, Pelle Almgren & Wow Liksom, 1991)
- "Vild MC-flicka på drift" (singel, Pelle Almgren & Wow Liksom, 1991)
- "Marianne" (singel Pelle Almgren & Wow Liksom, 1992)
- Superstjärna (Solo, 1993)
- The White House (White House, 1995)
- Baboon in the Basement (Martin Gordon, 2003)
- The Joy of More Hogwash (Martin Gordon, 2004)
- "God's on His Lunchbreak (Please Call Back)" (Martin Gordon, 2005)
- How Am I Doing So Far ? (Martin Gordon, 2006)
- The World is Your Lobster (Martin Gordon (2007)